# Орден Культуры (Афганистан)
Орден Культуры (пушту د فرهنګ امر‎; Neshan-e Ma'aref) – государственная награда Королевства Афганистан, а затем Республики Афганистан и Демократической Республики Афганистан.

## История
6 сентября 1960 года Захир-шах принял новое положение о наградах Афганистана. В нём был определён статут ордена «Культура».

## Положение
Орденом «Культура» награждались граждане Афганистана и иностранцы, которые внесли заметный вклад в продвижение и рост наук и культуры Афганистана, в особенности тем, кто:
- сделали выдающийся вклад в развитие литературы или создали выдающиеся произведения искусства;
- выполнили признанное исследование в области науки или искусства;
- безупречно работали в течение более чем 20 лет или больше в областях культуры и образования, администрации наук и искусств, или литературы и научного и артистического исследования;
- оплатили расходы класса начальной школы в течение шести лет;
- не работая непосредственно в науке, культуре, и искусстве, сделал заметный вклад к их процветанию и развитию.

Представление кандидатов на получение ордена производилось соответствующими управлениями Министерства просвещения, университетов, независимого руководства прессы, научных и артистических ассоциаций, губернаторами и высшими чиновниками. Предложенные кандидатуры должны были быть одобрены Высоким советом наук и искусств и подтверждены премьер-министром. Орден выдавался от имени короля в соответствии со специальным королевским указом.

## Степени
Орден имел три класса.

## Описание
1-й класс представляет собой позолоченную четырёхконечную звезду, между основными лучами которой - пять прямоугольных лучей различной длины покрытых белой эмалью. В центральном медальоне, покрытом белой эмалью, изображена закрытая книга, чернильница с пером и сабля. Нижняя часть звезды окружена оливковой ветвью (слева) и тремя колосьями пшеницы (справа), которые соединяются лентой, покрытой белой эмалью с надписью на пушту «Знание – свет».
2-й класс представляет собой позолоченную пятиконечную звезду. Между основными лучами - шесть более коротких лучей белой эмали. Медальон представляет собой белый земной шар, показывая Восточное полушарие. Ниже звезды - закрытая книга, чернильница, и перо. Нижняя часть окружена оливковой ветвью (слева) и тремя колосьями пшеницы (право), которые соединены сверху полосой, покрытой белой эмалью с надписью на пушту «Знание – свет».
3-й класс представляет собой позолоченную открытую книгу. Выше книги - позолоченное перо и земной шар, показывающий восточное полушарие. Ниже книги - лента, изогнутая вниз, покрытая белой эмалью, с надписью на пушту «Знание - свет». Нижняя часть окружена оливковой ветвью (слева) и тремя колосьями пшеницы (справа).
Лента для всех классов красная шириной 37 мм с чёрной полосой шириной 1 мм с левой стороны и зелёной полосой шириной 1 мм с правой стороны. Орден носится на левой стороне груди.